# 스칸디나비아 항공의 운항 노선
스칸디나비아 항공은 다음과 같은 노선을 운항하고 있다. (2024년 1월 기준)

## 운항 노선

### 아시아

#### 동아시아
- 대한민국
  - 서울 - 인천국제공항 - (2025년 9월 12일 신규취항)[2]
- 일본
  - 도쿄 - 나리타 국제공항

#### 동남아시아
- 태국
  - 방콕 - 수완나품 국제공항 계절편[3]

#### 서남아시아
- 레바논
  - 베이루트 - 베이루트 국제공항

### 아프리카

#### 북아프리카
- 모로코
  - 아가디르 - 아가디르 알마시라 공항

### 유럽

#### 서유럽
- 영국
  - 런던 - 런던 히드로 국제공항
  - 런던 - 런던 스탠스테드 공항
  - 맨체스터 - 맨체스터 공항
  - 버밍엄 - 버밍엄 공항
  - 애버딘 - 애버딘 공항
  - 에든버러 - 에든버러 공항
- 프랑스
  - 파리 - 파리 샤를 드 골 국제공항
  - 몽펠리에 - 몽펠리에 공항
  - 비아리츠 - 비아리츠 페이 바스크 공항 계절편
- 독일
  - 베를린 - 베를린 브란덴부르크 국제공항
  - 뒤셀도르프 - 뒤셀도르프 국제공항
  - 뮌헨 - 뮌헨 국제공항
  - 슈투트가르트 - 슈투트가르트 공항
  - 프랑크푸르트 - 프랑크푸르트 국제공항
  - 하노버 - 하노버 공항
  - 함부르크 - 함부르크 공항
- 아일랜드
  - 더블린 - 더블린 공항
- 네덜란드
  - 암스테르담 - 암스테르담 스키폴 국제공항
- 벨기에
  - 브뤼셀 - 브뤼셀 국제공항

#### 중유럽
- 오스트리아
  - 인스부르크 - 인스부르크 공항 계절편
  - 잘츠부르크 - 잘츠부르크 공항 계절편
- 스위스
  - 제네바 - 제네바 국제공항
  - 취리히 - 취리히 국제공항

#### 남유럽
- 그리스
  - 아테네 - 아테네 국제공항
  - 로도스 - 로도스 국제공항 계절편
  - 카니아 - 카니아 국제공항 계절편
  - 칼라마타 - 칼라마타 국제공항 계절편
  - 코르푸 - 코르푸 국제공항 계절편
  - 테살로니키 - 테살로니키 국제공항 계절편
  - 헤라킬리온 - 헤라킬리온 국제공항 계절편
- 몬테네그로
  - 티바트 - 티바트 국제공항
- 이탈리아
  - 로마 - 레오나르도 다 빈치 국제공항
  - 밀라노
    - 밀라노 말펜사 공항
    - 밀라노 리나테 공항

  - 나폴리 - 나폴리 국제공항
  - 볼로냐 - 볼로냐 굴리엘모 마르코니 공항
  - 베니치아 - 베니스 마르코 폴로 국제공항
  - 올비아 - 코스타 스메랄다 공항 계절편
  - 카타니이 - 카타니아 폴나타나로사 공항 계절편
  - 칼리알리 - 칼리알리 엘마스 공항
  - 팔레르모 - 팔코네 보르셀리노 공항 계절편
  - 플로렌스 - 페레톨라 공항 계절편
  - 피사 - 피사 국제공항
- 스페인
  - 바르셀로나 - 바르셀로나 엘프라트 국제공항
  - 그란 카나리아 - 그란 카나리아 공항
  - 말라가 - 말라가 공항
  - 세비야 - 세비야 공항
  - 알리칸테 - 알리칸테 공항
  - 이비자 - 이비자 공항 계절편
  - 팔마데마요르카 - 팔마데마요르카 공항
- 코소보
  - 프리슈티나 - 프리슈티나 국제공항
- 크로아티아
  - 자그레브 - 자그레브 국제공항
  - 두브로브니크 - 두브로브니크 공항 계절편
  - 스플리트 - 스플리트 공항 계절편
  - 자다르 - 자다르 공항 계절편
- 키프로스
  - 라르나카 - 라르나카 국제공항
- 튀르키예
  - 안탈리아 - 안탈리아 공항 계절편
  - 알라니아 - 가지파사 공항 계절편
- 포르투갈
  - 리스본 - 리스본 공항
  - 파루 - 파루 공항
  - 푼샬 - 마데이라 공항 계절편
  - 포르토 - 포르토 공항

#### 동유럽
- 러시아
  - 모스크바 - 셰레메티예보 국제공항
  - 상트페테르부르크 - 풀코보 국제공항
  - 칼리닌그라드 - 크라브로보 공항 계절편
- 루마니아
  - 부쿠레슈티 - 헨리 코안더 국제공항
- 리투아니아
  - 빌뉴스 - 빌뉴스 국제공항
  - 팔랑가 - 팔랑가 국제공항
- 에스토니아
  - 탈린 - 탈린 공항
- 체코
  - 프라하 - 프라하 바츨라프 하벨 국제공항
- 폴란드
  - 바르샤바 - 바르샤바 쇼팽 국제공항
  - 그단스크 - 그단스크 레흐 바웬사 공항
  - 포즈난 - 포즈난 아비카 공항

#### 북유럽
- 노르웨이
  - 오슬로 - 오슬로 가르데르모엔 국제공항 허브
  - 롱이어비엔 - 스발바르 공항
  - 몰데 - 몰데 공항
  - 바르두포스 - 바르두포스 공항 계졀편
  - 베르겐 - 베르겐 공항
  - 보되 - 보되 공항
  - 시르셰네스 - 시르셰네스 공항
  - 스타방에르 - 스타방에르 공항
  - 알타 - 알타 공항
  - 올레순 - 올레순 공항
  - 오뤠스타/볼레다 - 오뤠스타 볼레다 공항
  - 크리스티안산 - 크리스티안산 공항
  - 크리스티안순 - 크리스티안순 공항
  - 트롬쇠 - 트롬쇠 공항
  - 트론헤임 - 트론헤임 공항
  - 하르스타드/나르비크 - 하르스타드 나르비크 공항
  - 헤우게순 - 헤우게순 공항
- 덴마크
  - 코펜하겐 - 코펜하겐 카스트럽 국제공항 허브
  - 빌룬드 - 빌룬드 공항
  - 아르후스 - 아르후스 공항
  - 올보르 - 올보르 공항
- 스웨덴
  - 스톡홀름 - 스톡홀름 알란다 국제공항 허브
  - 예테보리 - 예테보리 란테보리 공항 포커스 시티
  - 룰레오 - 룰레오 공항
  - 로니비 - 로니비 공항
  - 말뫼 - 말뫼 공항
  - 벡셰 - 벡셰 공항
  - 셸레프테오 - 셸레프테오 공항
  - 순스발 - 순스발 하르노산드 공항
  - 외스테르순드 - 앵르 외스테르순드 공항
  - 외른셸스비크 - 외른셸스비크 공항
  - 헬싱보르그 - 엥엘홀름 헬싱보르그 공항
  - 위메오 - 위메오 공항
  - 칼마르 - 칼마르 공항
  - 키루나 - 키루나 공항
- 아이슬란드
  - 레이캬비크 - 케플라비크 국제공항 계절편
- 핀란드
  - 헬싱키 - 헬싱키 반타 국제공항
  - 탐페레 - 탐페레 피카라 공항
  - 투르쿠 - 투르쿠 공항

### 아메리카

#### 북아메리카
- 미국
  - 워싱턴 D.C. - 워싱턴 덜레스 국제공항
  - 뉴어크 - 뉴어크 리버티 국제공항
  - 뉴욕 - 존 F. 케네디 국제공항[4]
  - 로스앤젤레스 - 로스앤젤레스 국제공항
  - 마이애미 - 마이애미 국제공항
  - 보스턴 - 로건 국제공항
  - 샌프란시스코 - 샌프란시스코 국제공항[5]
  - 시애틀 - 시애틀 타코마 국제공항[6]
  - 시카고 - 시카고 오헤어 국제공항
  - 애틀랜타 - 하츠필드 잭슨 애틀랜타 국제공항[7]
- 캐나다
  - 토론토 - 토론토 피어슨 국제공항

## 과거 취항지

### 아시아

#### 동아시아
- 중화인민공화국
  - 베이징 - 베이징 수도 국제공항
  - 상하이 - 상하이 푸둥 국제공항[8]
- 홍콩
  - 홍콩 - 홍콩 국제공항
- 일본
  - 나고야 - 주부 국제공항
  - 오사카 - 간사이 국제공항

#### 동남아시아
- 싱가포르
  - 싱가포르 - 싱가포르 창이 국제공항
- 필리핀
  - 마닐라 - 니노이 아키노 국제공항

#### 남아시아
- 스리랑카
  - 콜롬보 - 반다라나이케 국제공항
- 인도
  - 델리 - 인디라 간디 국제공항
  - 콜카타 - 네타지 수바스 찬드라 보스 국제공항

#### 서남아시아
- 사우디아라비아
  - 제다 - 킹 압둘아지즈 국제공항
- 시리아
  - 다마스쿠스 - 다마스쿠스 국제공항
- 아랍에미리트
  - 두바이 - 두바이 국제공항
- 요르단
  - 암만 - 퀸 알리아 국제공항
- 이란
  - 테헤란 - 테헤란 메흐라바드 국제공항
- 이라크
  - 바그다드 - 바그다드 국제공항
- 이스라엘
  - 텔아비브 - 벤구리온 국제공항
  - 에일라트 - 오브다 공항
- 쿠웨이트
  - 쿠웨이트 시티 - 쿠웨이트 국제공항
- 파키스탄
  - 카라치 - 진나 국제공항

### 아프리카

#### 북아프리카
- 이집트
  - 카이로 - 카이로 국제공항

#### 남아프리카
- 남아프리카 공화국
  - 요하네스버그 - OR 탐보 국제공항

#### 동아프리카
- 케냐
  - 나이로비 - 조모 케냐타 국제공항

### 유럽

#### 서유럽
- 영국
  - 런던 - 런던 개트윅 국제공항
  - 런던 - 런던 시티 공항
  - 험버사이드 - 험버사이드 공항
- 프랑스
  - 리옹 - 생텍쥐페리 국제공항
- 독일
  - 베를린 - 베를린 테겔 국제공항
  - 뉘른베르크 - 뉘른베르크 공항
- 아일랜드
  - 섀넌 - 섀넌 공항

#### 중유럽
- 오스트리아
  - 비엔나 - 비엔나 국제공항

#### 남유럽
- 보스니아 헤르체고비나
  - 사라예보 - 사라예보 국제공항
- 스페인
  - 마드리드 - 마드리드 바라하스 국제공항
- 튀르키예
  - 앙카라 - 에센보아 국제공항
  - 이스탄불 - 아타튀르크 국제공항

#### 동유럽
- 라트비아
  - 리가 - 리가 국제공항
- 벨라루스
  - 민스크 - 민스크 국제공항
- 우크라이나
  - 키이우 - 보리스필 국제공항
- 폴란드
  - 카토비체 - 카토비체 국제공항
  - 크라쿠프 - 요한 바오로 2세 크라코프 발리체 국제공항
  - 슈체친 - 슈체친 공항
  - 우치 - 우치 공항

#### 북유럽
- 그린란드
  - 캉에를루수아크 - 캉에를루수아크 공항
- 노르웨이
  - 오슬로 - 오슬로 리게 공항
- 스웨덴
  - 외른셸스비크 - 외른셸스비크 공항
- 핀란드
  - 키틸라 - 키틸라 공항

### 아메리카

#### 북아메리카
- 미국
  - 휴스턴 - 조지 부시 인터콘티넨털 공항
- 캐나다
  - 몬트리올 - 몬트리올 피에르 엘리오트 트뤼도 국제공항

#### 남아메리카
- 브라질
  - 리우데자네이루 - 리우데자네이루 갈레앙 국제공항
  - 상파울루 - 상파울루 구아룰류스 국제공항
  - 캄피나스 - 비라코푸스 캄피나스 국제공항
- 아르헨티나
  - 부에노스아이레스 - 미니스토로 피스타리니 국제공항
- 칠레
  - 산티아고 - 코모도로 아르투로 메리노 베니테스 국제공항